# Zorzines exviretata
Zorzines exviretata är en fjärilsart som beskrevs av Inoue 1982. Zorzines exviretata ingår i släktet Zorzines och familjen nattflyn. Inga underarter finns listade i Catalogue of Life.